# Neil Walker (Baseballspieler)
Neil Martin Walker (* 10. September 1985 in Pittsburgh, Pennsylvania) ist ein US-amerikanischer professioneller Baseballspieler in der Major League Baseball. Sein erstes Spiel bestritt er für die Pittsburgh Pirates am 1. September 2009. Er stand sechs Jahre lang bei den Pirates unter Vertrag, bevor er zur 2016 zu den New York Mets wechselte. Derzeit spielt Walker für die Philadelphia Phillies. 

## Gehalt
Neil Walkers Gehalt beläuft sich seit 2009, auf bisher 52.507.370 USD.